# جورامية
الجورامية (الاسم العلمي: Osphronemidae) (بالإنجليزية: Gouramis) هي فصيلة من الأسماك تتبع رتبة الفرخيات من طائفة الأسماك العظمية.

## تصنيف
- أسرة الجورامياوات
  - جنس الجورامي
- أسرة البلونطياوات
  - جنس البلونطيا
- أسرة الجورامياوات رمحية الرأس
  - جوارمي أشعر البطن
  - جوارمي أشعر القدم
  - جورامي رمحي الرأس
  - جورامي كروي
  - جورامي كروي زائف
  - جورامي مشطي
- أسرة الجورامياوات كبيرة القدم
  - جنس جورامي كبير القدم

## أنواع
ومن ضمن الأنواع التي تنتمي للفصيلة:
- جرامي لؤلؤي، (باللاتينية: Trichogaster leeri) ، (بالإنجليزية: Pearl Gourami)
- هاني جرامي، (باللاتينية: Trichogaster chuna) ، (بالإنجليزية: ' Honey Gourami)
- سناك جرامي، (باللاتينية: Trichogaster pectoralis) ، (بالإنجليزية: 'Snakeskin gourami)
- مون ليت جرامي، (باللاتينية: Trichogaster microlepis) ، (بالإنجليزية: 'Moonlight gourami)
- جرامي البقع الثلاث، (باللاتينية: Trichogaster trichopterus) ، (بالإنجليزية: 'Three spot gourami)
- بلو جرامي، (بالإنجليزية: 'Blue gourami)
- أوبالين جرامي، (بالإنجليزية: ' Opaline gourami)
- جرامي ذهبي، (بالإنجليزية: 'Gold Gourami)
- جرامي قزم، (باللاتينية: Colisa lalia) ، (بالإنجليزية: Dwarf gourami)
- ثيك لب جرامي، (باللاتينية: Colisa labiosus) ، (بالإنجليزية: 'Thick lipped gourami)
- كيسينج جرامي، (باللاتينية: Helostoma temminckii) ، (بالإنجليزية: 'Kissing Gourami)
- جرامي عملاق، (باللاتينية: Osphronemus goramy) ، (بالإنجليزية: 'Giant Gourami)
- بالون كيسينج جرامي، (بالإنجليزية: 'Baloon Kissing Gourami)
- شيكولت جرامي، (باللاتينية: Sphaerichthys osphromenoides) ، (بالإنجليزية: ' Chocolate gourami)
- سياميز فايتر (باللاتينية: Betta splendens) (بالإنجليزية: Siamese fighting fish)